# Bettembos
Bettembos est une commune française située dans le département de la Somme en région Hauts-de-France.

## Géographie

### Localisation
Bettembos est un village picard de l'Amiénois.
À vol d'oiseau, la localité est située à 8 km au nord-ouest de Poix-de-Picardie, 8 km au sud-est de Beaucamps-le-Vieux, 10 km au nord-est d'Aumale, 32 km au sud-ouest d'Amiens, 34 km au sud d'Abbeville et à 43 km au nord-ouest de Beauvais.
Le territoire de la commune est limitrophe de ceux de six communes.
Les communes limitrophes sont  Caulières, Hornoy-le-Bourg, Lamaronde, Lignières-Châtelain, Offignies et Vraignes-lès-Hornoy.

### Hydrographie
La commune est située dans le bassin Seine-Normandie. Elle n'est drainée par aucun cours d'eau,.

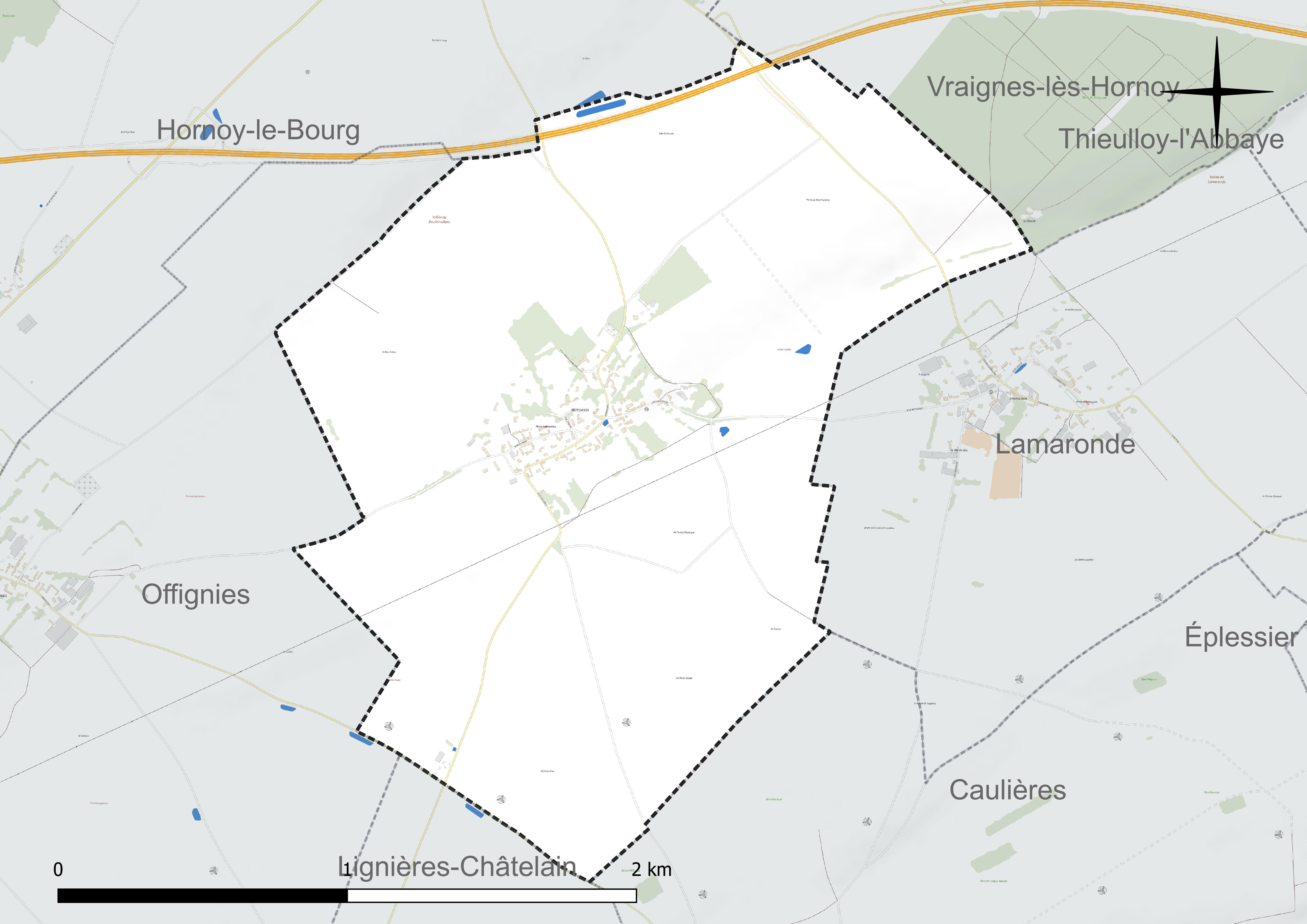
Réseau hydrographique de Bettembos.

### Climat
Pour des articles plus généraux, voir Climat des Hauts-de-France et Climat de la Somme.
En 2010, le climat de la commune est de type climat océanique dégradé des plaines du Centre et du Nord, selon une étude du CNRS s'appuyant sur une série de données couvrant la période 1971-2000. En 2020, Météo-France publie une typologie des climats de la France métropolitaine dans laquelle la commune est exposée à un climat océanique et est dans la région climatique Côtes de la Manche orientale, caractérisée par un faible ensoleillement (1 550 h/an) ; forte humidité de l'air (plus de 20 h/jour avec humidité relative > 80 % en hiver), vents forts fréquents.
Pour la période 1971-2000, la température annuelle moyenne est de 9,8 °C, avec une amplitude thermique annuelle de 13,9 °C. Le cumul annuel moyen de précipitations est de 851 mm, avec 12,9 jours de précipitations en janvier et 8,8 jours en juillet. Pour la période 1991-2020, la température moyenne annuelle observée sur la station météorologique la plus proche, située sur la commune de Saint-Arnoult à 19 km à vol d'oiseau, est de 10,4 °C et le cumul annuel moyen de précipitations est de 797,2 mm,. Pour l'avenir, les paramètres climatiques de la commune estimés pour 2050 selon différents scénarios d'émission de gaz à effet de serre sont consultables sur un site dédié publié par Météo-France en novembre 2022.

## Urbanisme

### Typologie
Au 1er janvier 2024, Bettembos est catégorisée commune rurale à habitat dispersé, selon la nouvelle grille communale de densité à sept niveaux définie par l'Insee en 2022.
Elle est située hors unité urbaine et hors attraction des villes,.

### Occupation des sols
L'occupation des sols de la commune, telle qu'elle ressort de la base de données européenne d'occupation biophysique des sols Corine Land Cover (CLC), est marquée par l'importance des territoires agricoles (99,8 % en 2018), une proportion identique à celle de 1990 (99,8 %). La répartition détaillée en 2018 est la suivante : 
terres arables (88,2 %), zones agricoles hétérogènes (9,9 %), prairies (1,7 %), forêts (0,2 %). L'évolution de l'occupation des sols de la commune et de ses infrastructures peut être observée sur les différentes représentations cartographiques du territoire : la carte de Cassini (XVIIIe siècle), la carte d'état-major (1820-1866) et les cartes ou photos aériennes de l'IGN pour la période actuelle (1950 à aujourd'hui).

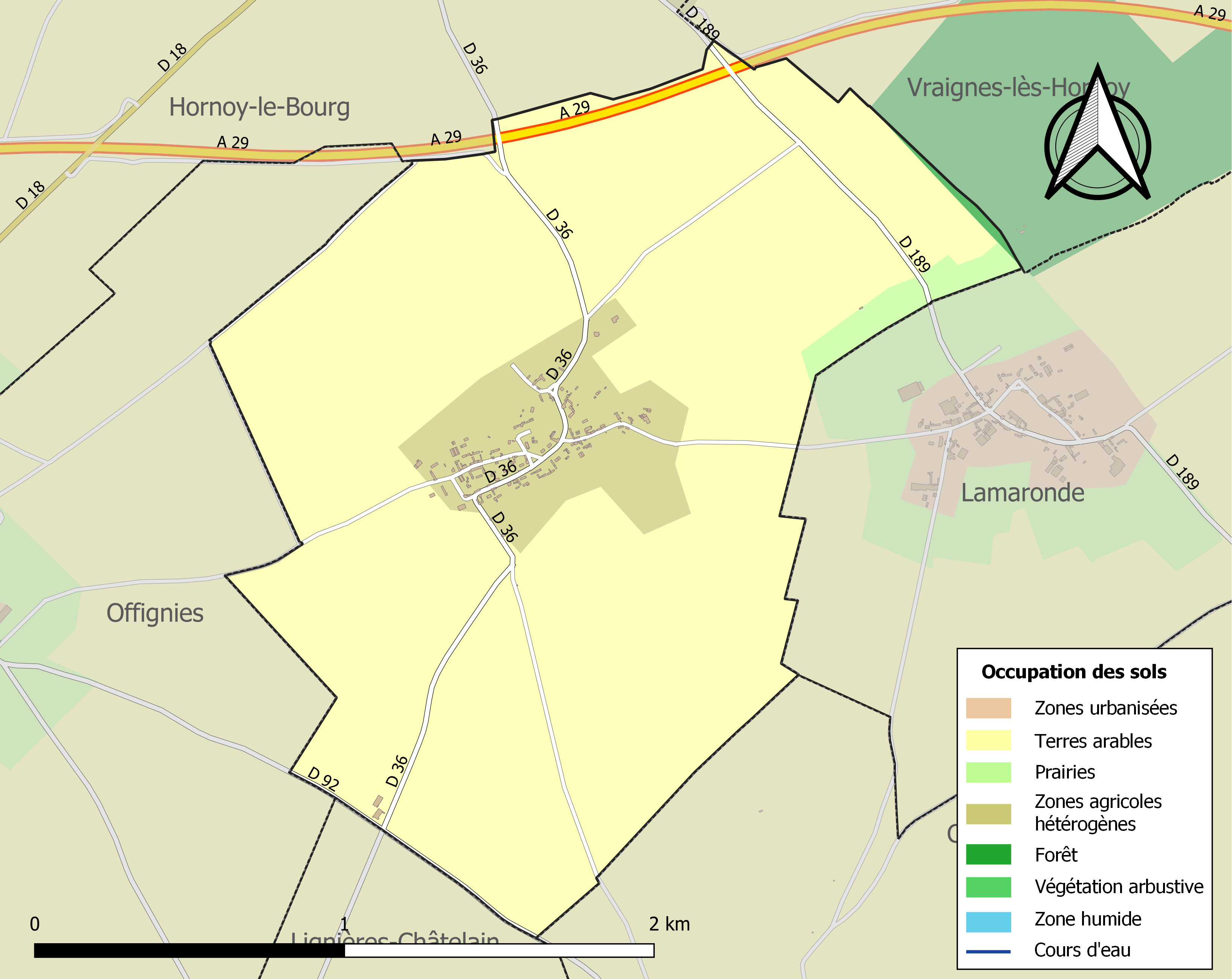
Carte des infrastructures et de l'occupation des sols de la commune en 2018 (CLC).

### Lieux-dits, hameaux et écarts
Le lieu-dit « les Terres Noires » est situé au sud du terroir de la commune.

## Toponymie
La localité a été successivement mentionnée sous les formes Betembos en 1154, Betemboiz en 1177, Betthembos en 1206, Bedembos en 1337, Bethembos en 1349, Bettembos en 1483, Betembo en 1648, Betenbos en 1710, Betenbo en 1733, Bettenbos en 1750, Betanbo en 1778[réf. nécessaire], et enfin Bettembos à partir de 1793.
Il s'agit d'une formation médiévale en -bosc « bois, forêt » qui a généralement donné -bos en Picardie. Le premier élément Bettem- s'explique par le nom de personne de type germanique Betto extrêmement répandu (cf. Béthancourt, Bétancourt, Bettborn, Betting, etc.).

## Histoire
Le site semblerait ancien, car on y aurait trouvé des haches romaines[réf. nécessaire], des monnaies et des poteries gallo-romaines.
Des fondations paraîtraient provenir d'une ancienne abbaye.[réf. nécessaire]

## Politique et administration

### Rattachements administratifs et électoraux
La commune se trouve dans l'arrondissement d'Amiens du département de la Somme. Pour l'élection des députés, elle fait partie depuis 2012 de la quatrième circonscription de la Somme.
Elle fait partie depuis 1801 du canton de Poix-de-Picardie. Dans le cadre du redécoupage cantonal de 2014 en France, ce canton, où la commune reste intégrée, est modifié et agrandi.

### Intercommunalité
La commune était membre de la communauté de communes du Sud-Ouest Amiénois (CCSOA), créée en 2004.
Dans le cadre des dispositions de la loi portant nouvelle organisation territoriale de la République du 7 août 2015, qui prévoit que les établissements publics de coopération intercommunale (EPCI) à fiscalité propre doivent avoir un minimum de 15 000 habitants, la préfète de la Somme propose en octobre 2015 un projet de nouveau schéma départemental de coopération intercommunale (SDCI) qui prévoit la réduction de 28 à 16 du nombre des intercommunalités à fiscalité propre du département.
Ce projet prévoit la « fusion des communautés de communes du Sud-Ouest Amiénois, du Contynois et de la région d'Oisemont », le nouvel ensemble de 37 412 habitants regroupant 120 communes,. À la suite de l'avis favorable de la commission départementale de coopération intercommunale en janvier 2016, la préfecture sollicite l'avis formel des conseils municipaux et communautaires concernés en vue de la mise en œuvre de la fusion.
La communauté de communes Somme Sud-Ouest (CC2SO), dont est désormais membre la commune, est ainsi créée au 1er janvier 2017.

### Liste des maires
| Période                                  | Période                      | Identité            | Étiquette | Qualité |
| ---------------------------------------- | ---------------------------- | ------------------- | --------- | ------- |
| Les données manquantes sont à compléter. |                              |                     |           |         |
| juin 1995                                | juillet 2020                 | M. Jackie Guilbert, |           |         |
| 2020                                     | En cours (au 8 octobre 2020) | Francis Guilbert    |           |         |

## Démographie
L'évolution du nombre d'habitants est connue à travers les recensements de la population effectués dans la commune depuis 1793. Pour les communes de moins de 10 000 habitants, une enquête de recensement portant sur toute la population est réalisée tous les cinq ans, les populations de référence des années intermédiaires étant quant à elles estimées par interpolation ou extrapolation. Pour la commune, le premier recensement exhaustif entrant dans le cadre du nouveau dispositif a été réalisé en 2007.

En 2022, la commune comptait 96 habitants, en évolution de −3,03 % par rapport à 2016 (Somme : −1,26 %, France hors Mayotte : +2,11 %).
| 1793 | 1800 | 1806 | 1821 | 1831 | 1836 | 1841 | 1846 | 1851 |
| ---- | ---- | ---- | ---- | ---- | ---- | ---- | ---- | ---- |
| 375  | 389  | 409  | 339  | 318  | 295  | 297  | 313  | 300  |

| 1856 | 1861 | 1866 | 1872 | 1876 | 1881 | 1886 | 1891 | 1896 |
| ---- | ---- | ---- | ---- | ---- | ---- | ---- | ---- | ---- |
| 282  | 267  | 263  | 256  | 243  | 217  | 198  | 192  | 190  |

| 1901 | 1906 | 1911 | 1921 | 1926 | 1931 | 1936 | 1946 | 1954 |
| ---- | ---- | ---- | ---- | ---- | ---- | ---- | ---- | ---- |
| 146  | 141  | 120  | 100  | 98   | 101  | 106  | 86   | 92   |

| 1962 | 1968 | 1975 | 1982 | 1990 | 1999 | 2006 | 2007 | 2012 |
| ---- | ---- | ---- | ---- | ---- | ---- | ---- | ---- | ---- |
| 111  | 97   | 86   | 89   | 88   | 98   | 98   | 98   | 94   |

| 2017 | 2022 | - | - | - | - | - | - | - |
| ---- | ---- | - | - | - | - | - | - | - |
| 102  | 96   | - | - | - | - | - | - | - |

## Culture locale et patrimoine

### Lieux et monuments
- Église Notre-Dame-et-Saint-Aubin.

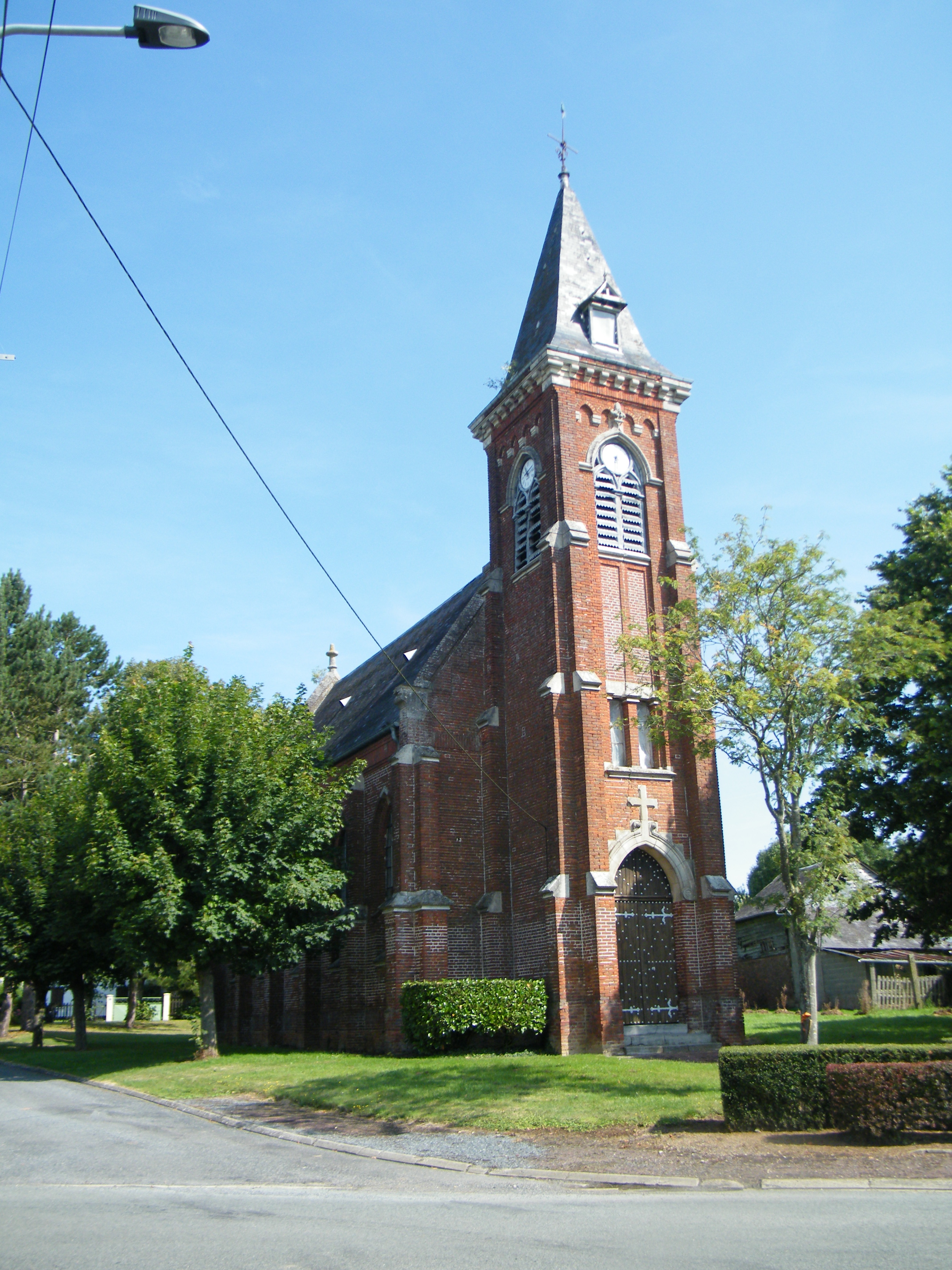
L'église Notre-Dame-et-Saint-Aubin.
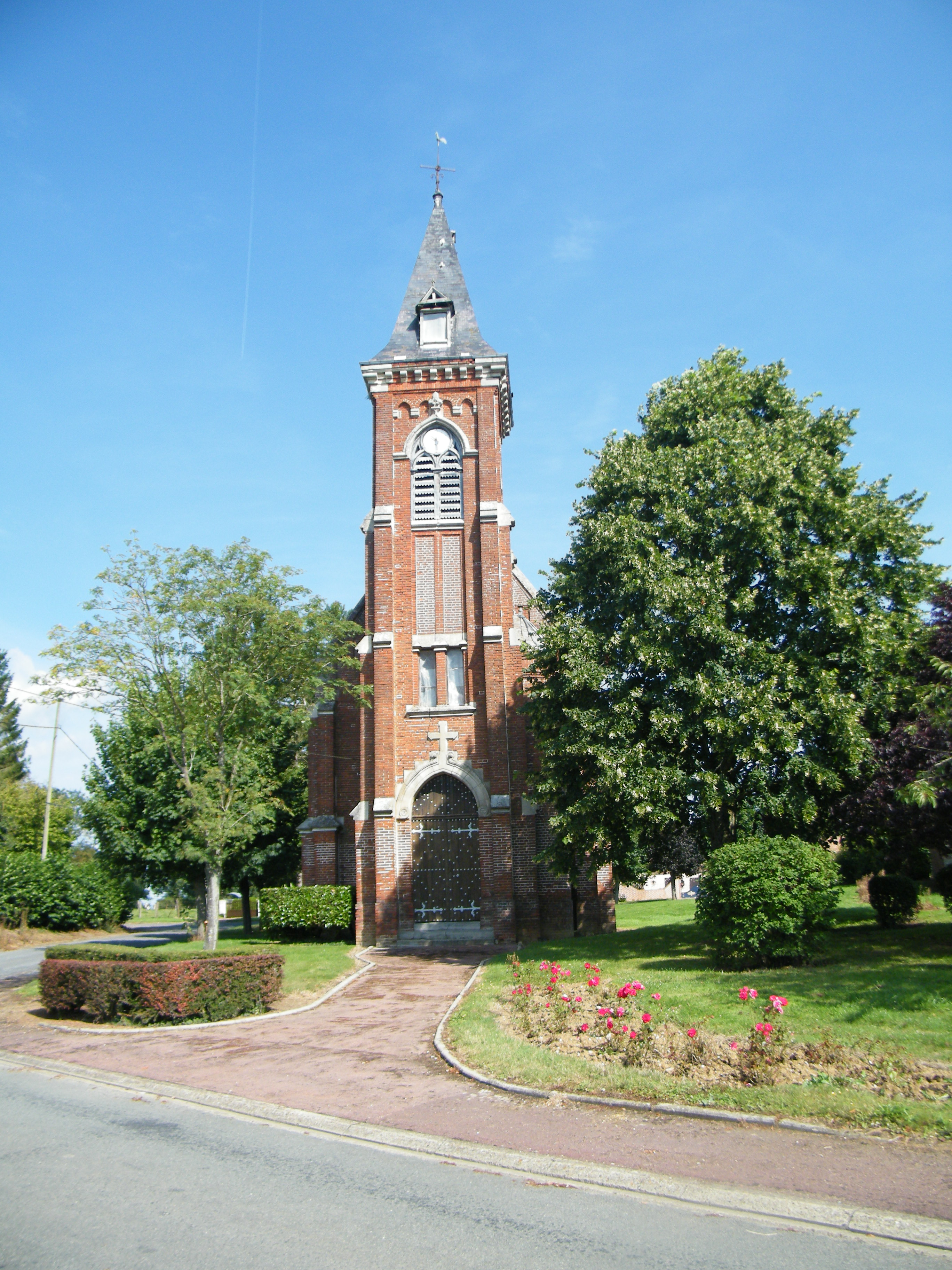
Autre vue de l'église.
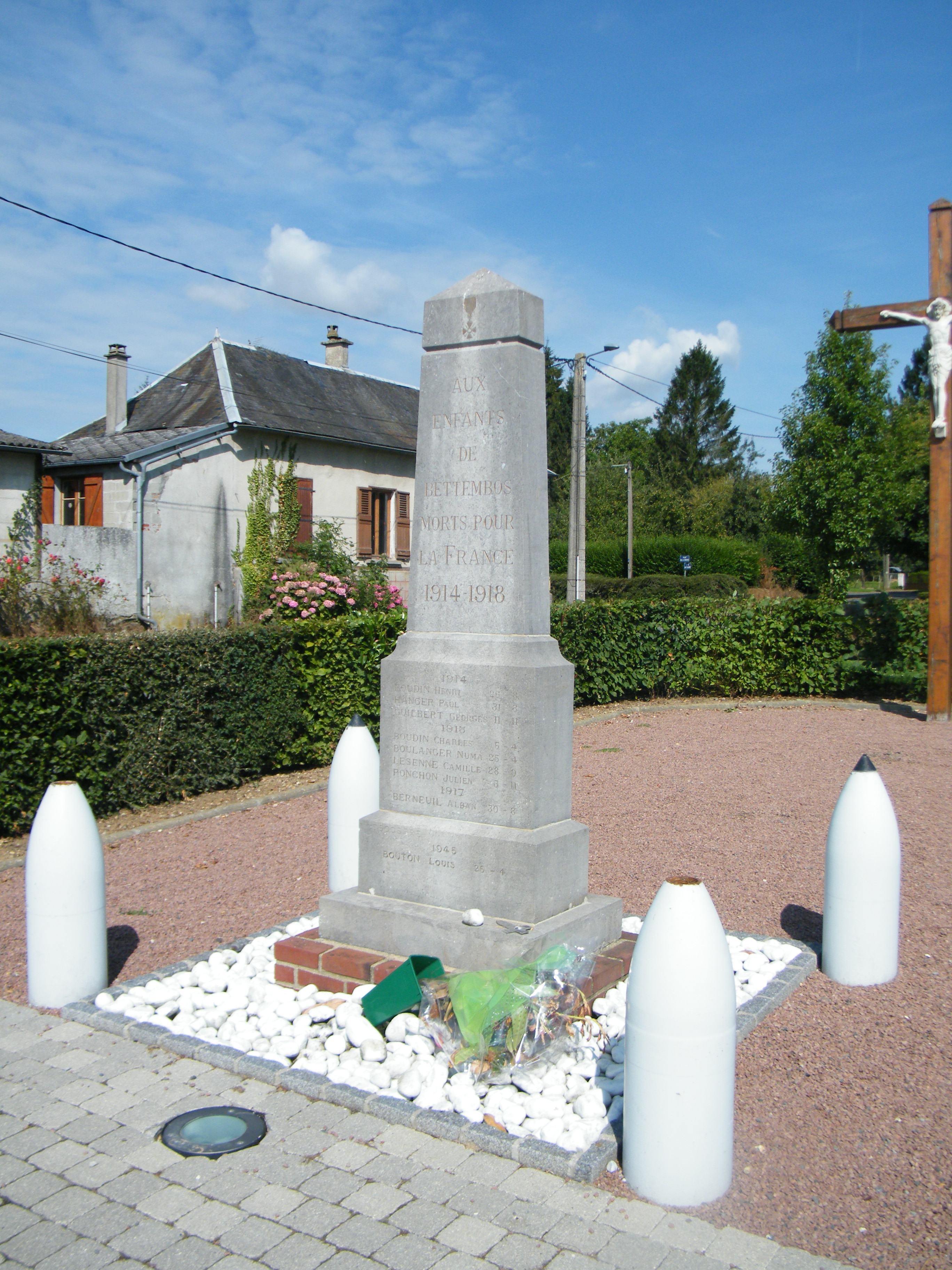
Monument aux morts.

## Pour approfondir